# Bījār Poshteh
Bījār Poshteh (persiska: بیجار پشته) är en ort i Iran.   Den ligger i provinsen Gilan, i den norra delen av landet, 170 km nordväst om huvudstaden Teheran. Bījār Poshteh ligger 48 meter över havet och antalet invånare är 142.
Terrängen runt Bījār Poshteh är varierad. Runt Bījār Poshteh är det ganska tätbefolkat, med 134 invånare per kvadratkilometer. Närmaste större samhälle är Rūdsar, 15,1 km nordväst om Bījār Poshteh. I omgivningarna runt Bījār Poshteh växer i huvudsak blandskog.